# Primera División B 2015
El campeonato de la Primera División B 2015 del fútbol paraguayo, fue el septuagésimo cuarto campeonato oficial de la Primera División B organizado por la Asociación Paraguaya de Fútbol. Inició el 18 de abril y la inauguración fue en el estadio Presbítero Gamarra del club Olimpia de Itá.
En la fecha 24 el club Olimpia de Itá se consagró campeón, así también logró el ascenso a la División Intermedia, en esa misma jornada se concretó el descenso del club General Caballero CG a la Primera División C.
Los clubes Fulgencio Yegros y Martín Ledesma terminaron en igualdad de puntos en la segunda posición, por lo que debieron disputar partidos extras, finalmente el club Fulgencio Yegros se consagró subcampeón y ganó el derecho a jugar el repechaje, por otro cupo de ascenso a la División Intermedia contra el subcampeón de la Primera División Nacional B.
El club Fulgencio Yegros también ganó el repechaje ante el club 22 de Setiembre de Encarnación y así logró su ascenso a la División Intermedia.

## Sistema de competición
El modo de disputa al igual que en las temporadas precedentes es el de todos contra todos a partidos de ida y vuelta, es decir a dos rondas compuestas por trece jornadas cada una con localía recíproca. Se consagrará campeón el equipo que acumule la mayor cantidad de puntos al término de las 26 fechas.
En caso de paridad de puntos entre dos contendientes, se define el título en un partido extra. De existir más de dos en disputa, se resuelve según los siguientes parámetros:
1) saldo de goles;
2) mayor cantidad de goles marcados;
3) mayor cantidad de goles marcados en condición de visitante;
4) sorteo.

## Producto de la clasificación
- El torneo coronará al 73° campeón en la historia de la Primera División B.[6]

- El campeón del torneo, obtendrá directamente su ascenso a la División Intermedia.

- El subcampeón del torneo, accederá al repechaje por el ascenso contra el subcampeón de la Primera División Nacional B.

- El equipo que termine en la última posición en el torneo, descenderá a la Primera División C.

## Ascensos y descensos
| Ascendidos a División Intermedia |
| --- |
| Cristóbal Colón (Campeón de la Primera División B)                                                                                  |
| Fernando de la Mora (Subcampeón de la Primera División B y ganador del repechaje ante el campeón de la Primera División Nacional B) |

| Descendidos a Primera División C                         |
| -------------------------------------------------------- |
| Presidente Hayes (Último ubicado en la temporada pasada) |
| Atlántida (Penúltimo ubicado en la temporada pasada)     |

| Ascendidos de Primera División C                           |
| ---------------------------------------------------------- |
| Fulgencio Yegros (Campeón de la Primera División C)        |
| General Caballero CG (Subcampeón de la Primera División C) |

| Descendidos de División Intermedia                    |
| ----------------------------------------------------- |
| Olimpia de Itá (Peor promedio en la temporada pasada) |

## Equipos participantes
| Equipo               | Fundación               | Ciudad      | Estadio                 | Capacidad |
| -------------------- | ----------------------- | ----------- | ----------------------- | --------- |
| 29 de Setiembre      | 30 de abril de 1942     | Luque       | Salustiano Zaracho      | 2500      |
| 3 de Febrero         | 10 de marzo de 1949     | Asunción    | 3 de Febrero            | 500       |
| 3 de Noviembre       | 15 de mayo de 1959      | Asunción    | Rubén Ramírez           | 1500      |
| Dr. Benjamín Aceval  | 6 de junio de 1918      | Villa Hayes | Isidro Roussillón       | 5000      |
| Capitán Figari       | 1 de marzo de 1931      | Lambaré     | Juan B. Ruíz Díaz       | 5500      |
| Cerro Corá           | 1 de marzo de 1925      | Asunción    | Andrés Rodríguez        | 6000      |
| Colegiales           | 7 de enero de 1977      | Lambaré     | Luciano Zacarías        | 8000      |
| Fulgencio Yegros     | 14 de mayo de 1924      | Ñemby       | Parque Fulgencio Yegros | 1000      |
| General Caballero CG | 10 de febrero de 1949   | Luque       | 26 de Febrero           | 1000      |
| Martín Ledesma       | 22 de setiembre de 1914 | Capiatá     | Enrique Soler           | 5000      |
| Olimpia de Itá       | 8 de marzo de 1921      | Itá         | Presbítero Gamarra      | 6000      |
| Oriental             | 12 de marzo de 1912     | Asunción    | Estadio Oriental        | 3500      |
| Sportivo Limpeño     | 16 de julio de 1944     | Limpio      | Optaciano Gómez         | 1500      |

### Distribución geográfica de los equipos
| Región                           | Cant. | Equipos |
| -------------------------------- | ----- | --- |
| Distrito Capital                 | 4     | 3 de Febrero, 3 de Noviembre, Cerro Corá, Oriental. |
| Departamento Central             | 8     | General Caballero CG y 29 de Setiembre (Luque); Capitán Figari y Atlético Colegiales (Lambaré); Fulgencio Yegros (Ñemby); Olimpia (Itá); Martín Ledesma (Capiatá); Sportivo Limpeño (Limpio). |
| Departamento de Presidente Hayes | 1     | Dr. Benjamín Aceval. |

## Clasificación
- Actualizado el 25 de octubre de 2015

| Pos. | Equipos                | PJ | PG | PE | PP | GF | GC | S   | Pts. |
| ---- | ---------------------- | -- | -- | -- | -- | -- | -- | --- | ---- |
| 1.   | Olimpia de Itá         | 24 | 13 | 8  | 3  | 59 | 31 | 28  | 47   |
| 2.   | Fulgencio Yegros** *** | 24 | 13 | 3  | 8  | 43 | 29 | 14  | 45   |
| 3.   | Martín Ledesma***      | 24 | 13 | 6  | 5  | 38 | 25 | 13  | 45   |
| 4.   | Capitán Figari*        | 24 | 11 | 7  | 6  | 40 | 29 | 11  | 37   |
| 5.   | Dr. Benjamín Aceval    | 24 | 10 | 6  | 8  | 37 | 32 | 5   | 36   |
| 6.   | 29 de Setiembre        | 24 | 10 | 4  | 10 | 40 | 32 | 8   | 34   |
| 7.   | Sportivo Limpeño       | 24 | 9  | 6  | 9  | 32 | 31 | 1   | 33   |
| 8.   | Cerro Corá             | 24 | 8  | 9  | 7  | 34 | 35 | -1  | 33   |
| 9.   | Colegiales*            | 24 | 7  | 8  | 9  | 33 | 34 | -1  | 32   |
| 10.  | 3 de Febrero           | 24 | 8  | 7  | 9  | 34 | 40 | -6  | 31   |
| 11.  | 3 de Noviembre         | 24 | 7  | 7  | 10 | 32 | 45 | -13 | 28   |
| 12.  | Oriental**             | 24 | 5  | 5  | 14 | 30 | 59 | -29 | 17   |
| 13.  | General Caballero CG   | 24 | 2  | 4  | 18 | 24 | 54 | -30 | 10   |

|  | Ascendido a Segunda División |

|  | Ganó repechaje por ascenso a Segunda División |

|  | Descendido a la Cuarta División |

### Desempate por el subcampeonato
Al empatar dos equipos en puntos en la tabla de posiciones, se disputó dos encuentros en partidos de ida y vuelta para determinar al subcampeón, que también tendrá el derecho a jugar el repechaje por el último cupo para el ascenso a la División Intermedia. Finalmente el club Fulgencio Yegros logró obtener el subcampeonato, con un global de 5 a 2.

#### Partido de ida
| 18 de octubre | Martín Ledesma | 0:3     | Fulgencio Yegros                                               | Estadio Enrique Soler, Capiatá                        |                                                       |
|               |                | Reporte | Víctor Ávalos 60' · Óscas Cáceres 82' · Christian Palacios 87' | Asistencia: 300 espectadores Árbitro(s): Arthur Afara | Asistencia: 300 espectadores Árbitro(s): Arthur Afara |

#### Partido de vuelta
| 25 de octubre | Fulgencio Yegros                          | 2:2     | Martín Ledesma                            | Estadio Ypané, Ypané                                   |                                                        |
|               | Nelson Sanabria 88' · Óscar Cáceres 90+2' | Reporte | Adolfo Miño 79' · Cristhian Mascareño 90' | Asistencia: 355 espectadores Árbitro(s): Víctor Robles | Asistencia: 355 espectadores Árbitro(s): Víctor Robles |

## Repechaje por el ascenso
Con el subcampeonato logrado el club Fulgencio Yegros jugó partidos de ida y vuelta contra el club 22 de Setiembre de Encarnación, subcampeón de la Primera División Nacional B, tras los cuales el club Fulgencio Yegros ganó su ascenso a la División Intermedia.

### Partido de ida
| 1 de noviembre | 22 de Setiembre | 1:1     | Fulgencio Yegros    | Estadio Don Carlos Memmel, Cambyretá             |                                                  |
|                | José Verdún 81' | Reporte | Nelson Sanabria 59' | Entradas vendidas: 615 Árbitro(s): Eusebio Gaona | Entradas vendidas: 615 Árbitro(s): Eusebio Gaona |

### Partido de vuelta
| 8 de noviembre | Fulgencio Yegros                                                                    | 1:1 (4:2 p.)               | 22 de Setiembre                                           | Estadio Ypané, Ypané                               |                                                    |
|                | Ronald Coronel 89'                                                                  | Reporte                    | José Verdún 13'                                           | Entradas vendidas: 713 Árbitro(s): Víctor Martínez | Entradas vendidas: 713 Árbitro(s): Víctor Martínez |
|                |                                                                                     | Tiros desde el punto penal |                                                           |                                                    |                                                    |
|                | Óscar Cáceres · Osvaldo Díaz · Sergio Mendoza · Elvio Villalba · Christian Palacios |                            | José Verdún · Roberto Closs · Alán Barboza · Hugo Paredes |                                                    |                                                    |

## Campeón
|                            |
| Olimpia de Itá 2.do título |

## Resultados
| Olimpia de Itá          | 0 - 2 | Capitán Figari       | Presbítero Gamarra | 18 de abril |
| Benjamín Aceval         | 1 - 1 | General Caballero CG | Isidro Roussillón  | 19 de abril |
| Oriental                | 0 - 3 | 29 de Setiembre      | Juan B. Ruíz Díaz  | 19 de abril |
| 3 de Noviembre          | 1 - 1 | 3 de Febrero         | Dr. Rubén Ramírez  | 19 de abril |
| Martín Ledesma          | 2 - 2 | Atlético Colegiales  | Enrique Soler      | 19 de abril |
| Cerro Corá              | 1 - 2 | Fulgencio Yegros     | Andrés Rodríguez   | 19 de abril |
| Libre: Sportivo Limpeño |       |                      |                    | 19 de abril |

| Atlético Colegiales  | 2 - 1 | 3 de Noviembre   | Luciano Zacarías   | 26 de abril |
| Fulgencio Yegros     | 1 - 2 | Martín Ledesma   | Bosque de Pa'í Ñu  | 26 de abril |
| 3 de Febrero         | 1 - 0 | Oriental         | Tomás Began Correa | 26 de abril |
| 29 de Setiembre      | 0 - 1 | Benjamín Aceval  | Molino             | 26 de abril |
| General Caballero CG | 2 - 3 | Olimpia de Itá   | 26 de Febrero      | 26 de abril |
| Capitán Figari       | 1 - 0 | Sportivo Limpeño | Juan B. Ruíz Díaz  | 26 de abril |
| Libre: Cerro Corá    |       |                  |                    | 26 de abril |

| Sportivo Limpeño      | 4 - 0 | General Caballero CG | Optaciano Gómez    | 2 de mayo |
| 3 de Noviembre        | 0 - 4 | Fulgencio Yegros     | Dr. Rubén Ramírez  | 2 de mayo |
| Benjamín Aceval       | 2 - 0 | 3 de Febrero         | Isidro Roussillón  | 6 de mayo |
| Oriental              | 2 - 2 | Atlético Colegiales  | Tomás Began Correa | 6 de mayo |
| Olimpia de Itá        | 2 - 0 | 29 de Setiembre      | Presbítero Gamarra | 6 de mayo |
| Martín Ledesma        | 2 - 0 | Cerro Corá           | Enrique Soler      | 6 de mayo |
| Libre: Capitán Figari |       |                      |                    | 6 de mayo |

| 29 de Setiembre       | 3 - 1 | Sportivo Limpeño | Molino             | 10 de mayo |
| 3 de Febrero          | 0 - 8 | Olimpia de Itá   | Tomás Began Correa | 10 de mayo |
| General Caballero CG  | 1 - 2 | Capitán Figari   | 26 de Febrero      | 10 de mayo |
| Atlético Colegiales   | 3 - 0 | Benjamín Aceval  | Luciano Zacarías   | 10 de mayo |
| Fulgencio Yegros      | 1 - 2 | Oriental         | Bosque de Pa'í Ñu  | 10 de mayo |
| Cerro Corá            | 2 - 2 | 3 de Noviembre   | Andrés Rodríguez   | 10 de mayo |
| Libre: Martín Ledesma |       |                  |                    | 10 de mayo |

| Capitán Figari              | 0 - 1 | 29 de Setiembre     | Juan B. Ruíz Díaz  | 16 de mayo |
| Olimpia de Itá              | 1 - 1 | Atlético Colegiales | Presbítero Gamarra | 17 de mayo |
| Benjamín Aceval             | 0 - 0 | Fulgencio Yegros    | Isidro Roussillón  | 17 de mayo |
| Oriental                    | 1 - 1 | Cerro Corá          | Tomás Began Correa | 17 de mayo |
| 3 de Noviembre              | 1 - 2 | Martín Ledesma      | Dr. Rubén Ramírez  | 17 de mayo |
| Sportivo Limpeño            | 1 - 2 | 3 de Febrero        | Optaciano Gómez    | 20 de mayo |
| Libre: General Caballero CG |       |                     |                    |            |

| Atlético Colegiales   | 5 - 1 | Sportivo Limpeño     | Luciano Zacarías   | 23 de mayo |
| Martín Ledesma        | 3 - 0 | Oriental             | Enrique Soler      | 27 de mayo |
| Fulgencio Yegros      | 1 - 3 | Olimpia de Itá       | Bosque de Pa'i Ñu  | 27 de mayo |
| 3 de Febrero          | 2 - 2 | Capitán Figari       | Tomás Began Correa | 27 de mayo |
| 29 de Setiembre       | 1 - 1 | General Caballero CG | Molino             | 3 de junio |
| Cerro Corá            | 3 - 2 | Benjamín Aceval      | Andrés Rodríguez   | 3 de junio |
| Libre: 3 de Noviembre |       |                      |                    |            |

| General Caballero CG   | 0 - 5 | 3 de Febrero        | 26 de Febrero      | 30 de mayo |
| Sportivo Limpeño       | 1 - 0 | Fulgencio Yegros    | Optaciano Gómez    | 30 de mayo |
| Capitán Figari         | 2 - 1 | Atlético Colegiales | Juan B. Ruíz Díaz  | 31 de mayo |
| Olimpia de Itá         | 1 - 2 | Cerro Corá          | Presbítero Gamarra | 31 de mayo |
| Benjamín Aceval        | 4 - 1 | Martín Ledesma      | Isidro Roussillón  | 31 de mayo |
| Oriental               | 2 - 3 | 3 de Noviembre      | Tomás Began Correa | 31 de mayo |
| Libre: 29 de Setiembre |       |                     |                    |            |

1. ↑  Atlético Colegiales ganó los 3 puntos en una protesta por la alineación irregular de un jugador de Capitán Figari.

| Fulgencio Yegros    | 2 - 2 | Capitán Figari       | Ypané              | 6 de junio |
| Atlético Colegiales | 1 - 0 | General Caballero CG | Luciano Zacarías   | 6 de junio |
| 3 de Febrero        | 2 - 1 | 29 de Setiembre      | Tomás Began Correa | 6 de junio |
| 3 de Noviembre      | 1 - 0 | Benjamín Aceval      | Dr. Rubén Ramírez  | 7 de junio |
| Martín Ledesma      | 1 - 1 | Olimpia de Itá       | Enrique Soler      | 7 de junio |
| Cerro Corá          | 2 - 2 | Sportivo Limpeño     | Andrés Rodríguez   | 7 de junio |
| Libre: Oriental     |       |                      |                    |            |

| Sportivo Limpeño     | 2 - 0 | Martín Ledesma      | Optaciano Gómez    | 13 de junio |
| Olimpia de Itá       | 4 - 1 | 3 de Noviembre      | Presbítero Gamarra | 14 de junio |
| 29 de Setiembre      | 3 - 0 | Atlético Colegiales | Molino             | 14 de junio |
| Capitán Figari       | 1 - 2 | Cerro Corá          | Juan B. Ruíz Díaz  | 14 de junio |
| General Caballero CG | 2 - 3 | Fulgencio Yegros    | 26 de Febrero      | 17 de junio |
| Benjamín Aceval      | 4 - 1 | Oriental            | Isidro Roussillón  | 17 de junio |
| Libre: 3 de Febrero  |       |                     |                    |             |

| 3 de Noviembre         | 0 - 1 | Sportivo Limpeño     | Dr. Rubén Ramírez  | 20 de junio |
| Martín Ledesma         | 0 - 1 | Capitán Figari       | Enrique Soler      | 20 de junio |
| Cerro Corá             | 1 - 1 | General Caballero CG | Andrés Rodríguez   | 20 de junio |
| Fulgencio Yegros       | 3 - 0 | 29 de Setiembre      | Ypané              | 21 de junio |
| Atlético Colegiales    | 1 - 1 | 3 de Febrero         | Luciano Zacarías   | 21 de junio |
| Oriental               | 3 - 6 | Olimpia de Itá       | Tomás Began Correa | 21 de junio |
| Libre: Benjamín Aceval |       |                      |                    |             |

| Sportivo Limpeño           | 4 - 0 | Oriental         | Optaciano Gómez    | 27 de junio |
| 3 de Febrero               | 1 - 2 | Fulgencio Yegros | Tomás Began Correa | 27 de junio |
| 29 de Setiembre            | 2 - 1 | Cerro Corá       | Molino             | 28 de junio |
| General Caballero CG       | 0 - 3 | Martín Ledesma   | 26 de Febrero      | 28 de junio |
| Capitán Figari             | 1 - 1 | 3 de Noviembre   | Juan B. Ruiz Díaz  | 28 de junio |
| Olimpia de Itá             | 3 - 1 | Benjamín Aceval  | Presbítero Gamarra | 28 de junio |
| Libre: Atlético Colegiales |       |                  |                    |             |

| Benjamín Aceval       | 0 - 2 | Sportivo Limpeño     | Isidro Roussillón  | 1 de julio |
| Oriental              | 4 - 2 | Capitán Figari       | Tomás Began Correa | 1 de julio |
| 3 de Noviembre        | 3 - 2 | General Caballero CG | Dr. Rubén Ramírez  | 1 de julio |
| Martín Ledesma        | 1 - 1 | 29 de Setiembre      | Enrique Soler      | 1 de julio |
| Cerro Corá            | 3 - 0 | 3 de Febrero         | Andrés Rodríguez   | 1 de julio |
| Fulgencio Yegros      | 0 - 0 | Atlético Colegiales  | Ypané              | 1 de julio |
| Libre: Olimpia de Itá |       |                      |                    |            |

| 3 de Febrero            | 2 - 3 | Martín Ledesma  | Tomás Began Correa | 5 de julio |
| Atlético Colegiales     | 0 - 1 | Cerro Corá      | Luciano Zacarías   | 5 de julio |
| 29 de Setiembre         | 1 - 2 | 3 de Noviembre  | Molino             | 5 de julio |
| General Caballero CG    | 1 - 2 | Oriental        | 26 de Febrero      | 5 de julio |
| Capitán Figari          | 1 - 1 | Benjamín Aceval | Juan B. Ruiz Díaz  | 5 de julio |
| Sportivo Limpeño        | 2 - 2 | Olimpia de Itá  | Optaciano Gómez    | 5 de julio |
| Libre: Fulgencio Yegros |       |                 |                    |            |

| Atlético Colegiales     | 0 - 0 | Martín Ledesma  | Luciano Zacarías   | 18 de julio |
| Capitán Figari          | 2 - 2 | Olimpia de Itá  | Juan B. Ruiz Díaz  | 19 de julio |
| General Caballero CG    | 1 - 2 | Benjamín Aceval | 26 de Febrero      | 19 de julio |
| 29 de Setiembre         | 2 - 0 | Oriental        | Salustiano Zaracho | 19 de julio |
| 3 de Febrero            | 2 - 1 | 3 de Noviembre  | Tomás Began Correa | 19 de julio |
| Fulgencio Yegros        | 3 - 0 | Cerro Corá      | Ypané              | 19 de julio |
| Libre: Sportivo Limpeño |       |                 |                    |             |

1. ↑  Partido suspendido a los 30 minutos del segundo tiempo por agresión al árbitro. El partido se dió por finalizado.

| Sportivo Limpeño  | 2 - 1 | Capitán Figari       | Optaciano Gómez    | 24 de julio  |
| Benjamín Aceval   | 1 - 0 | 29 de Setiembre      | Isidro Roussillón  | 24 de julio  |
| Martín Ledesma    | 2 - 1 | Fulgencio Yegros     | Enrique Soler      | 25 de julio  |
| 3 de Noviembre    | 3 - 2 | Atlético Colegiales  | Dr. Rubén Ramírez  | 25 de julio  |
| Olimpia de Itá    | 2 - 1 | General Caballero CG | Presbítero Gamarra | 25 de julio  |
| Oriental          | 2 - 2 | 3 de Febrero         | Tomás Began Correa | 19 de agosto |
| Libre: Cerro Corá |       |                      |                    |              |

| Cerro Corá            | 0 - 2 | Martín Ledesma   | Andrés Rodríguez   | 1 de agosto |
| Atlético Colegiales   | 2 - 1 | Oriental         | Luciano Zacarías   | 1 de agosto |
| 3 de Febrero          | 2 - 0 | Benjamín Aceval  | Tomás Began Correa | 2 de agosto |
| 29 de Setiembre       | 1 - 2 | Olimpia de Itá   | Salustiano Zaracho | 2 de agosto |
| Fulgencio Yegros      | 5 - 1 | 3 de Noviembre   | Ypané              | 2 de agosto |
| General Caballero CG  | 3 - 0 | Sportivo Limpeño | 26 de Febrero      | 2 de agosto |
| Libre: Capitán Figari |       |                  |                    |             |

| Olimpia de Itá        | 1 - 1 | 3 de Febrero         | Presbítero Gamarra | 9 de agosto |
| Sportivo Limpeño      | 1 - 1 | 29 de Setiembre      | Optaciano Gómez    | 9 de agosto |
| 3 de Noviembre        | 1 - 1 | Cerro Corá           | Dr. Rubén Ramírez  | 9 de agosto |
| Oriental              | 2 - 1 | Fulgencio Yegros     | Tomás Began Correa | 9 de agosto |
| Benjamín Aceval       | 0 - 0 | Atlético Colegiales  | Isidro Roussillón  | 9 de agosto |
| Capitán Figari        | 1 - 0 | General Caballero CG | Juan B. Ruiz Díaz  | 9 de agosto |
| Libre: Martín Ledesma |       |                      |                    |             |

1. ↑  Fulgencio Yegros ganó los 3 puntos en una protesta por la alineación irregular de un jugador de Oriental.

| Martín Ledesma              | 1 - 1 | 3 de Noviembre   | Enrique Soler      | 15 de agosto |
| 29 de Setiembre             | 1 - 4 | Capitán Figari   | Salustiano Zaracho | 16 de agosto |
| 3 de Febrero                | 0 - 1 | Sportivo Limpeño | Tomás Began Correa | 16 de agosto |
| Atlético Colegiales         | 1 - 2 | Olimpia de Itá   | Luciano Zacarías   | 16 de agosto |
| Fulgencio Yegros            | 1 - 5 | Benjamín Aceval  | Ypané              | 16 de agosto |
| Cerro Corá                  | 1 - 1 | Oriental         | Andrés Rodríguez   | 16 de agosto |
| Libre: General Caballero CG |       |                  |                    |              |

| Sportivo Limpeño      | 0 - 0 | Atlético Colegiales | Optaciano Gómez    | 22 de agosto |
| Capitán Figari        | 3 - 1 | 3 de Febrero        | Juan B. Ruiz Díaz  | 22 de agosto |
| Oriental              | 0 - 2 | Martín Ledesma      | Tomás Began Correa | 23 de agosto |
| Benjamín Aceval       | 2 - 2 | Cerro Corá          | Isidro Roussillón  | 23 de agosto |
| Olimpia de Itá        | 2 - 0 | Fulgencio Yegros    | Presbítero Gamarra | 23 de agosto |
| General Caballero CG  | 1 - 3 | 29 de Setiembre     | 26 de Febrero      | 23 de agosto |
| Libre: 3 de Noviembre |       |                     |                    |              |

| Martín Ledesma         | 1 - 2 | Benjamín Aceval      | Enrique Soler      | 29 de agosto |
| Cerro Corá             | 1 - 0 | Olimpia de Itá       | Andrés Rodríguez   | 29 de agosto |
| 3 de Febrero           | 3 - 0 | General Caballero CG | Tomás Began Correa | 29 de agosto |
| Atlético Colegiales    | 2 - 0 | Capitán Figari       | Luciano Zacarías   | 30 de agosto |
| Fulgencio Yegros       | 3 - 0 | Sportivo Limpeño     | Ypané              | 30 de agosto |
| 3 de Noviembre         | 0 - 1 | Oriental             | Dr. Rubén Ramírez  | 30 de agosto |
| Libre: 29 de Setiembre |       |                      |                    |              |

| Benjamín Aceval      | 0 - 1 | 3 de Noviembre      | Isidro Roussillón  | 5 de setiembre |
| General Caballero CG | 0 - 3 | Atlético Colegiales | 26 de Febrero      | 5 de setiembre |
| Sportivo Limpeño     | 0 - 1 | Cerro Corá          | Optaciano Gómez    | 5 de setiembre |
| Olimpia de Itá       | 2 - 2 | Martín Ledesma      | Presbítero Gamarra | 6 de setiembre |
| Capitán Figari       | 1 - 2 | Fulgencio Yegros    | Juan B. Ruiz Díaz  | 6 de setiembre |
| 29 de Setiembre      | 1 - 1 | 3 de Febrero        | Salustiano Zaracho | 6 de setiembre |
| Libre: Oriental      |       |                     |                    |                |

| Martín Ledesma      | 1 - 0 | Sportivo Limpeño     | Enrique Soler      | 12 de septiembre |
| Cerro Corá          | 0 - 0 | Capitán Figari       | Andrés Rodríguez   | 12 de septiembre |
| Oriental            | 1 - 2 | Benjamín Aceval      | Tomás Began Correa | 12 de septiembre |
| Atlético Colegiales | 0 - 3 | 29 de Setiembre      | Luciano Zacarías   | 12 de septiembre |
| 3 de Noviembre      | 1 - 2 | Olimpia de Itá       | Dr. Rubén Ramírez  | 12 de septiembre |
| Fulgencio Yegros    | 1 - 0 | General Caballero CG | Ypané              | 13 de septiembre |
| Libre: 3 de Febrero |       |                      |                    |                  |

| Sportivo Limpeño       | 1 - 1 | 3 de Noviembre      | Optaciano Gómez    | 19 de setiembre |
| General Caballero CG   | 2 - 1 | Cerro Corá          | 26 de Febrero      | 19 de setiembre |
| Capitán Figari         | 3 - 1 | Martón Ledesma      | Juan B. Ruiz Díaz  | 19 de setiembre |
| Olimpia de Itá         | 6 - 1 | Oriental            | Presbítero Gamarra | 20 de setiembre |
| 3 de Febrero           | 3 - 2 | Atlético Colegiales | 3 de Febrero       | 20 de setiembre |
| 29 de Setiembre        | 1 - 3 | Fulgencio Yegros    | Salustiano Zaracho | 20 de setiembre |
| Libre: Benjamín Aceval |       |                     |                    |                 |

| Martín Ledesma             | 2 - 0 | General Caballero CG | Enrique Soler           | 26 de septiembre |
| Cerro Corá                 | 1 - 4 | 29 de Setiembre      | Andrés Rodríguez        | 26 de septiembre |
| Oriental                   | 0 - 2 | Sportivo Limpeño     | Pioneros de Corumba Cué | 26 de septiembre |
| Benjamín Aceval            | 2 - 2 | Olimpia de Itá       | Isidro Roussillón       | 26 de septiembre |
| 3 de Noviembre             | 0 - 0 | Capitán Figari       | Dr. Rubén Ramírez       | 26 de septiembre |
| Fulgencio Yegros           | 1 - 0 | 3 de Febrero         | Ypané                   | 26 de septiembre |
| Libre: Atlético Colegiales |       |                      |                         |                  |

| Sportivo Limpeño      | 2 - 3 | Benjamín Aceval  | Optaciano Gómez    | 2 de octubre |
| General Caballero CG  | 2 - 4 | 3 de Noviembre   | 26 de Febrero      | 3 de octubre |
| Capitán Figari        | 5 - 1 | Oriental         | Juan B. Ruiz Díaz  | 3 de octubre |
| 29 de Setiembre       | 1 - 2 | Martín Ledesma   | Salustiano Zaracho | 3 de octubre |
| Atlético Colegiales   | 1 - 3 | Fulgencio Yegros | Luciano Zacarías   | 3 de octubre |
| 3 de Febrero          | 2 - 2 | Cerro Corá       | 3 de Febrero       | 4 de octubre |
| Libre: Olimpia de Itá |       |                  |                    |              |

| Cerro Corá              | 5 - 2 | Atlético Colegiales  | Andrés Rodríguez   | 7 de octubre  |
| Oriental                | 3 - 3 | General Caballero CG | Bernabé Pedrozo    | 7 de octubre  |
| Olimpia de Itá          | 2 - 2 | Sportivo Limpeño     | Presbítero Gamarra | 10 de octubre |
| Martín Ledesma          | 2 - 0 | 3 de Febrero         | Enrique Soler      | 10 de octubre |
| 3 de Noviembre          | 2 - 6 | 29 de Setiembre      | Dr. Rubén Ramírez  | 14 de octubre |
| Benjamín Aceval         | 2 - 3 | Capitán Figari       | Isidro Roussillón  | 14 de octubre |
| Libre: Fulgencio Yegros |       |                      |                    |               |

## Cobertura mediática

### Televisión
La cadena deportiva de televisión por cable Tigo Sports emite un resumen de la jornada.